# Diyar Mudar

Mappa della Jazira (Alta Mesopotamia), con le sue province, in epoca medievale. (Shām è un altro nome dato alla Siria).

Diyār Muḍar (in arabo ﺩﻳﺎﺭ ﻣﻀﺮ‎?, "Sedi dei Rabīʿa") è stato in età medievale il nome arabo della regione più occidentale delle tre province della Jazira (Alta Mesopotamia), costituite anche dal Diyār Bakr e dal Diyār Rabīʿa. 

Secondo al-Baladhuri, tutte e tre le province dovevano il loro nome al fatto che in esse - all'epoca del Califfo omayyade Mu'awiya ibn Abi Sufyan - si erano insediati i gruppi arabi tribali dei Banu Bakr, dei B. Rabīʿa e dei B. Muḍar, sottogruppo quest'ultimo dei B. Rabīʿa. Nel Diyar Mudar si stanziarono appunto i Banu Mudar.
Il Diyar Mudar comprende la regione estesa su entrambe le sponde del corso medio del fiume Eufrate, dall'area di Samosata alla città di Anah, e include l'area del fiume Balikh e il corso inferiore del fiume Khabur. Le sue città principali sono al-Raqqa a sud ed Edessa (al-Rūḥa in lingua araba) a nord. Altre città di rilievo sono Harran e Saruj. Geograficamente e politicamente, durante il primo periodo islamico, il Diyar Mudar faceva normalmente parte della Jazira. A metà del X secolo, la regione cadde sotto controllo degli Hamdanidi e l'Emiro Sayf al-Dawla la staccò dalla Jazira, subordinandola al siriano Emirato di Aleppo. Nello stesso periodo la regione fu sottoposta agli attacchi della risorgente potenza dell'Impero bizantino.
Dopo la perdita del controllo hamdanide, il Diyar Mudar e le sue città caddero sotto il potere dei Numayridi (Banu Numayr), con Waththab ibn Ja'far al-Numayri, diventato governatore autonomo di Harran dal 1002, mentre Edessa fu conquistata dai Bizantini nel 1032. In seguito la regione fu divisa in un'area più a settentrione, a maggioranza cristiana, soggetta al Regno d'Armenia, mentre la regione che da Harran andava fino all'Eufrate fu dominata come in passato da tribù nomadi arabe. I raid dei Selgiuchidi cominciarono nei decenni 1060-1070, ma fu solo dal 1086 che il Sultano selgiuchide Malikshah riuscì a unificare la provincia sotto di sé. L'arrivo dei Crociati ricreò la divisione tra cristiani a nord (Contea di Edessa) e i musulmani a sud, fino a metà del XII secolo. Gli Ayyubidi assunsero il controllo della regione grazie a Saladino e lo mantennero fino alle conquiste mongole del 1260.